# Selenops chamela
Selenops chamela là một loài nhện trong họ Selenopidae.
Loài này phân bố ở México.
Loài này thuộc chi Selenops. Selenops chamela được Sarah C. Crews miêu tả năm 2011.